# People or Not People
People or Not People est le deuxième roman de Lauren Weisberger publié en 2005. Il raconte l'histoire de Beth, une jeune fille qui n'en pouvait plus de son travail de banquier. Un jour elle décide de tout plaquer. Après quelques mois de chômage, son oncle Will, la fait entrer dans une boîte de R.P. Tout se passe à merveille, boulot la journée et soirée arrosée la nuit, enfin, jusqu'au jour où elle apprend que ses bêtises de la veille font la première page people des journaux...